# بسام رجب
بسام رجب (16 أكتوبر 1962 ) ممثل مصري 

## عن حياته
خريج المعهد العالي للفنون المسرحية، وكانت بداية مسيرته الفنية من خلال المسرح، حيث شارك بمسرحية (الوزير العاشق) مع الفنانة (سميحة أيوب)، لينتقل بعدها للعمل بالسينما في فترة الثمانينات حيث شارك في عدة أفلام منها (عطشانة، تجار السموم)، ولكن انطلاقته الحقيقة كانت عندما شارك بمسلسل (ليالي الحلمية) عام 1989 وقام بتقديم شخصية (عصمت سوناي)، توالت بعدها أعماله ما بين السينما والمسرح والتلفزيون، والتي من أبرزها (حديث الصباح والمساء، الهروب، أم كلثوم).

## من أعماله

### المسلسلات
ذئاب الجبل
- ذئاب الجبل بدور حسام دكتور النساء
- شطحات نسائية
- الخطيئة
- ميراث الريح
- كان ياما كان ج1 (اكرام الميت)
- مشرفة .. رجل من هذا الزمان
- الدالي ج 3
- احنا الطلبة
- حديث الصباح والمساء
- الصندوق 2023

### في السينما
- عطشانه
- أول مرة تحب ياقلبي
- عنبر والألوان
- الجينز

### السيت كوم
- طعمية بالكافيار
- شطحات نسائية
- شوقية وعيال عيالها

### سهرات تلفزيونية
- سر المهنة
- نداء الورد
- -الدنيا لما تلف بدور كرم
- حكايات اليومين دول (بدور احمد)

### الفوازير
- الحلو مايكملش

### المسرح
- قمر الزمان والأقزام الخمسة

## روابط خارجية
- بسام رجب على موقع IMDb (الإنجليزية)
- بسام رجب على موقع الدهليز
- بسام رجب على موقع قاعدة بيانات الأفلام العربية
- بسام رجب على موقع كينوبويسك (الروسية)